# Émile Durkheim
Pour les articles homonymes, voir Durkheim.
David Émile Durkheim, dit Émile Durkheim, né le 15 avril 1858 à Épinal et mort le 15 novembre 1917 à Paris, est un sociologue français considéré comme l'un des fondateurs de la sociologie moderne.
En effet, si celle-ci doit son nom à Auguste Comte à partir de 1848, c'est grâce à Durkheim et à l'École qu'il formera autour de la revue L'Année sociologique (1898) que la sociologie française a connu une forte impulsion à la fin du XIXe siècle et au début du XXe.
Formé à l'école du positivisme, Durkheim définit le « fait social » comme une entité sui generis (voir section Sociologie), c'est-à-dire pour lui en tant que totalité non réductible à la somme de ses parties. Cette définition lui permet de dissocier l'individuel du collectif et le social du psychologique, et de fonder logiquement les conditions de possibilité d'une action contraignante de la société sur les individus. « Extériorité, étendue et contrainte caractérisent le fait social » : cette thèse fit de lui le véritable fondateur de la sociologie en tant que discipline autonome et scientifique. Durkheim est à l'origine de plusieurs termes qui sont aujourd'hui très répandus, comme anomie et conscience collective.
L'apport de Durkheim à la sociologie est fondamental, puisque sa méthode, ses principes et ses études exemplaires, comme celle sur le suicide ou la religion, constituent toujours les bases de la sociologie moderne. Toutefois, l'apport de son œuvre va bien au-delà de cette discipline et touche presque toutes les disciplines dans les sciences humaines, dont l'anthropologie, la philosophie, l'économie, la linguistique, et l'histoire.

## Biographie

### Années de formation
David Émile Durkheim, bien que fils de rabbin, est agnostique. Il entre à l'École normale supérieure où il est reçu septième à l'agrégation de philosophie en 1882. Jeune agrégé, il est envoyé en Allemagne, où il est marqué par le fonctionnement des universités allemandes, et par des philosophes sociaux qui s'intéressent au rôle de l'État moderne. Par la suite, il enseigne la philosophie aux lycées du Puy (octobre 1882), de Sens (novembre 1882), de Saint-Quentin (février 1884), de Troyes (1885).
Cette éducation lui permet de s'inscrire dans une double tradition culturelle, judaïque et classique. Il devient enseignant universitaire et est notamment chargé des cours de pédagogie et de sciences sociales à l'université de Bordeaux en 1887 ; dans cette ville où Montesquieu est si reconnu, il écrit en 1892 sa thèse latine Quid Secundatus politicae scientiae instituendae contulerit. Il soutient ses deux thèses de doctorat ès lettres le 3 mars 1893 à la Faculté de Paris, celle en français est intitulée De la division du travail social. Devenu docteur, il est nommé professeur de l'université de Bordeaux en 1896.

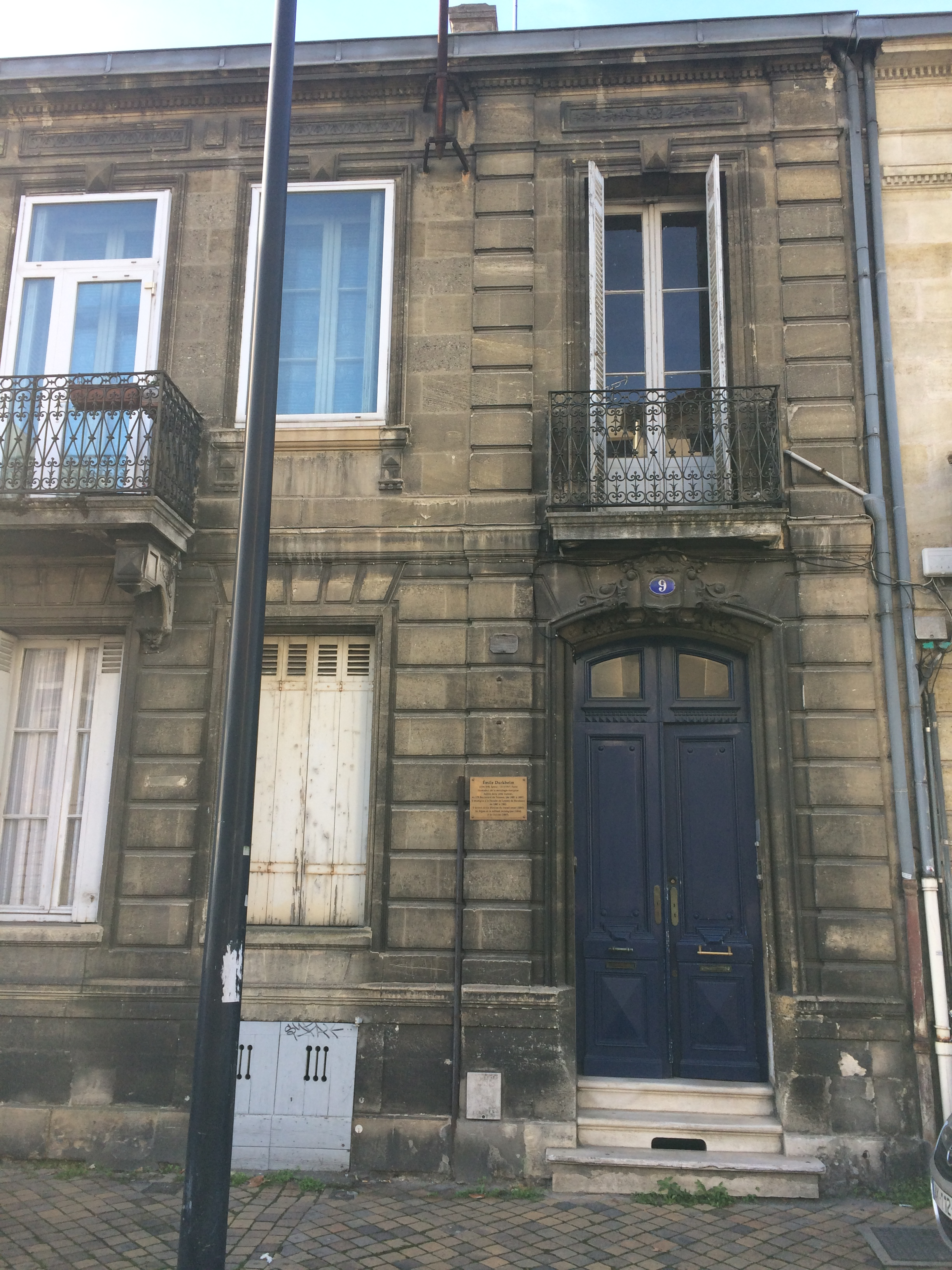
Immeuble au 9 boulevard du Président-Franklin-Roosevelt (ex. 179, boulevard de Talence) à Talence (Gironde) où vécut Emile Durkheim de 1887 à 1897.
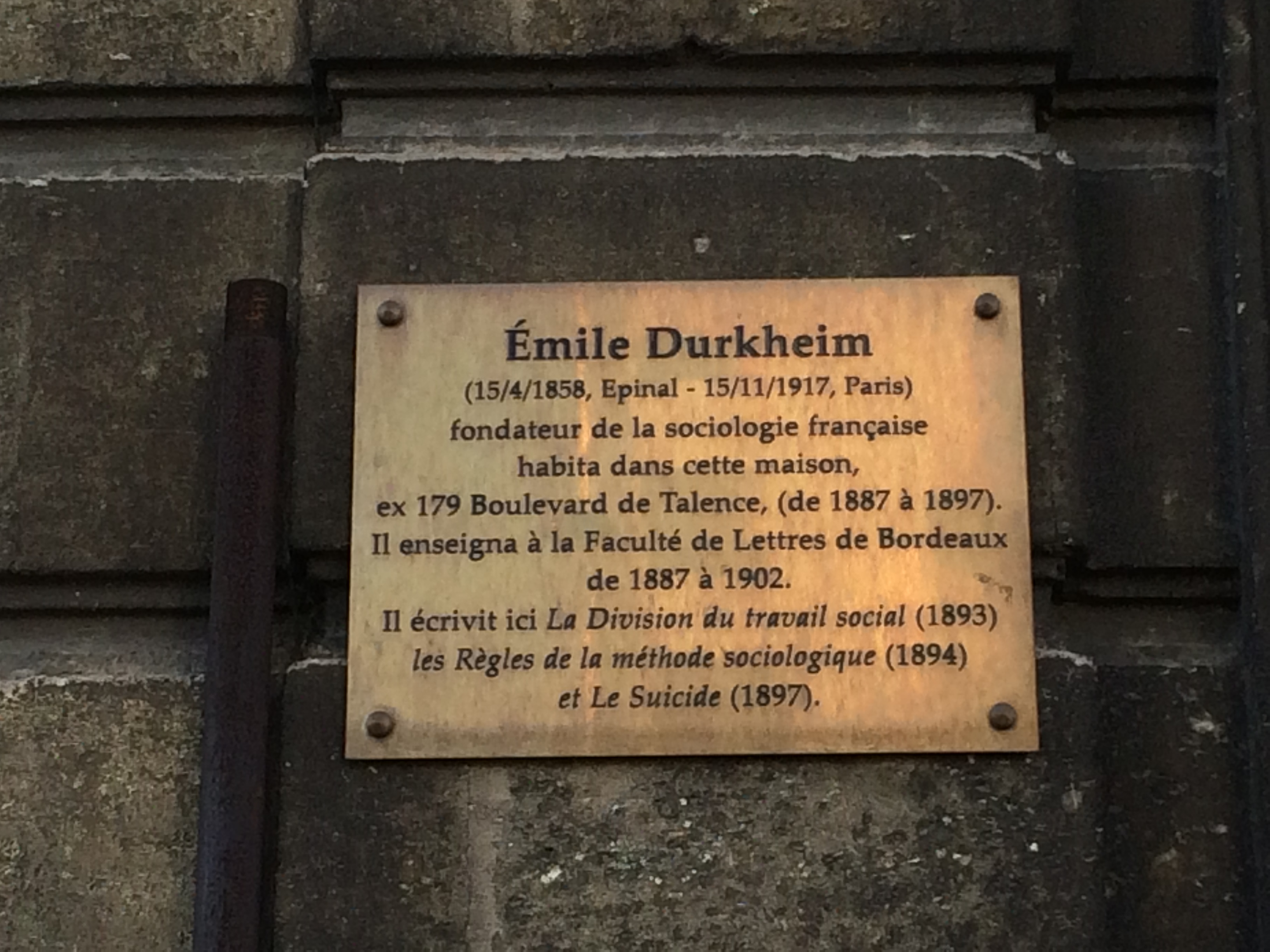
Plaque relative à Émile Durkheim au 9, boulevard du Président-Franklin-Roosevelt (ex 179 boulevard de Talence) à Talence (Gironde).

Il rencontre Henri Bergson et Jean Jaurès, et décide de défendre Dreyfus.

### Carrière universitaire
C'est à Bordeaux qu'il commence la rédaction de ses ouvrages de sociologie. Durkheim dispute alors l'hégémonie intellectuelle sur la discipline naissante face à Gabriel Tarde (1843-1904), bénéficiant d'une renommée internationale, mais ne constituant aucune école, et face à René Worms (1869-1926) qui créa en 1893 la Revue internationale de sociologie puis l'année suivante l'Institut international de sociologie. Pourtant, l'École durkheimienne s'impose grâce à des idéaux intellectuels et institutionnels. À Bordeaux, Durkheim a publié plusieurs œuvres, dont De la division du travail social (1893), Les Règles de la méthode sociologique (1894), et Le Suicide (1897). Il a également fondé en 1898 une revue des sciences sociales intitulée L'Année sociologique.

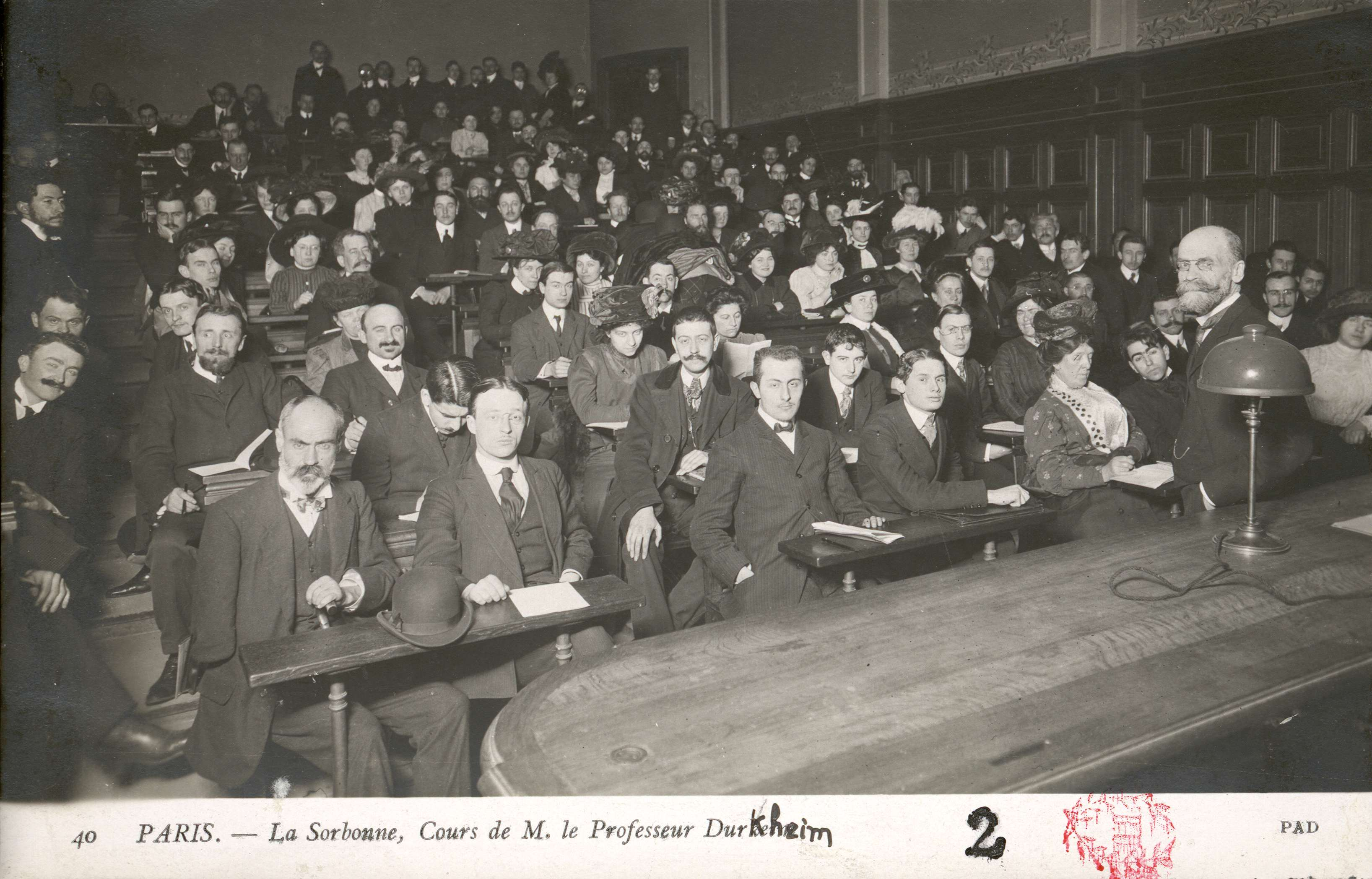
Carte postale d’Émile Durkheim et ses étudiants dans l'amphithéâtre Guizot de La Sorbonne.

En 1902, Durkheim est chargé de cours à la faculté des lettres de l'université de Paris. En 1906, il y enseigne la science de l'éducation et en 1913, il est professeur de science de l'éducation et sociologie. Il est également professeur des Écoles normales qui forment les instituteurs de la République HEI-HEP : c'est lui qui impose la sociologie comme discipline universitaire. C'est à cette époque qu'il publie Les Formes élémentaires de la vie religieuse (1912), ainsi que plusieurs autres articles.

### Le traumatisme de la Première Guerre mondiale

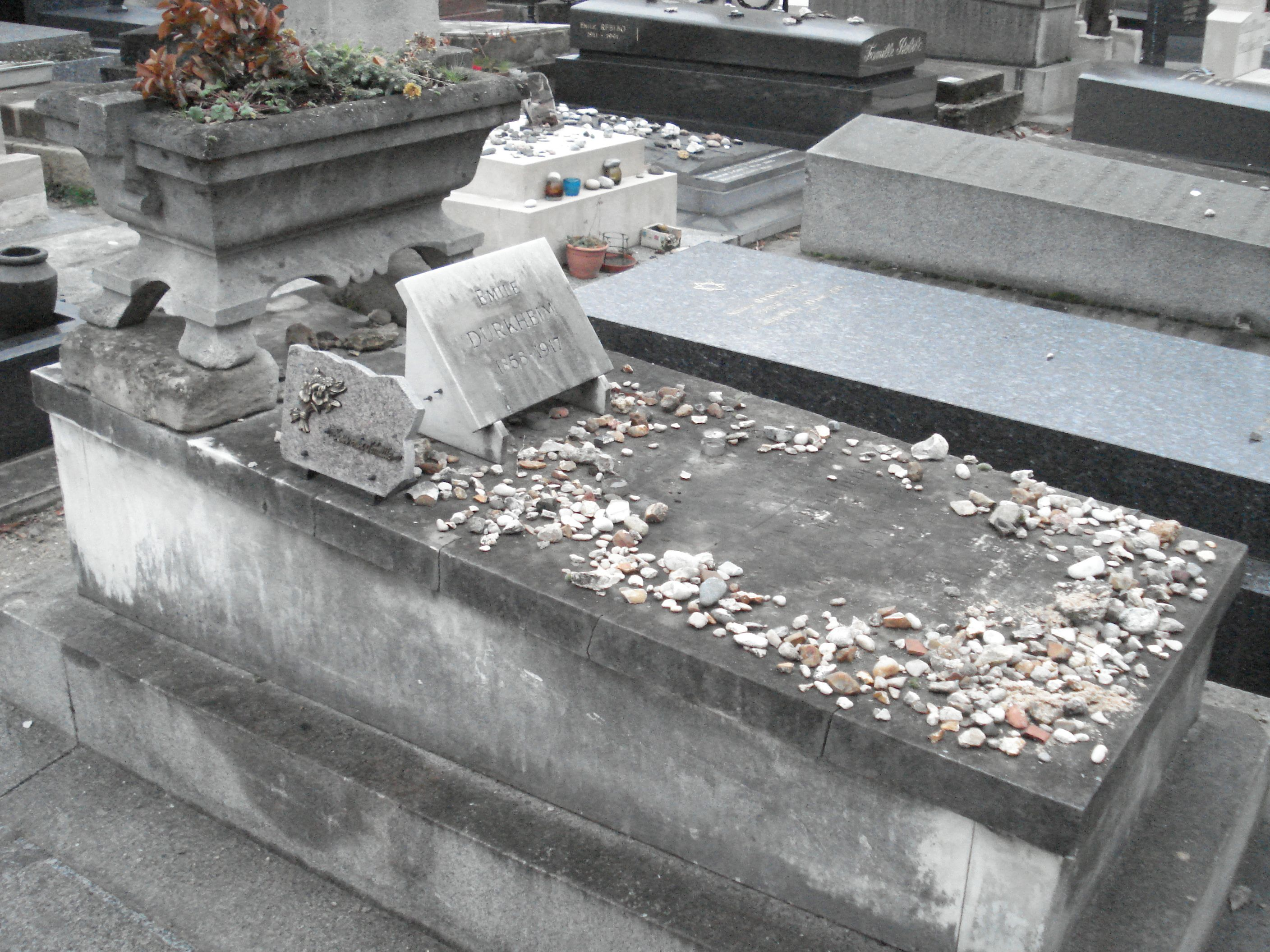
Tombe d'Émile Durkheim au cimetière du Montparnasse (division 5).

Dès le début de la Première Guerre mondiale, Durkheim rejoint l'Union sacrée et devient secrétaire du Comité d'étude et de documentation sur la guerre, présidé par Ernest Lavisse. Les fruits de cette collaboration sont des analyses psycho-sociales du culte allemand pour la toute-puissance expansionniste de l'État, telle L’Allemagne au-dessus de tout (1915). Dans une « Lettre aux Français » rédigée par leurs soins, l'historien Gérard Noiriel souligne que « la théorie des représentations collectives que Durkheim avait construite pour expliquer le caractère universel de l'esprit humain est transformée en un pamphlet nationaliste » traitant de la « mentalité allemande », « rendue responsable du cataclysme ». C'est aussi le cas de son texte « L’Allemagne au-dessus de tout ». Dans l'essai Zone Libre qui accompagne la réédition en allemand de L’Allemagne au-dessus de tout, Marie Rotkopf estime que Durkheim, en analysant les spécificités culturelles allemandes, prédit la responsabilité allemande et la Seconde Guerre mondiale. 
Son fils André meurt au combat en décembre 1915. Durkheim sombre alors dans une grande tristesse. Durkheim meurt le 15 novembre 1917 en son domicile, au no 4, avenue d'Orléans dans le 14e arrondissement de Paris et est inhumé au cimetière du Montparnasse (5e division). Son épouse est morte en 1926.
Son œuvre majeure, La Morale, reste inachevée, comportant seulement une introduction provisoire.

### Opinions politiques
Politiquement, Durkheim est resté assez discret. Il connaissait les idées de Karl Marx. Cependant il a rejeté son œuvre, qu'il considérait trop dogmatique et peu scientifique, ainsi que le marxisme, qu'il trouvait trop violent, et conflictuel. Il fut un dreyfusard de la première heure, membre fondateur de la Ligue pour la défense des Droits de l’Homme. Toutefois il se refusa à influencer ses étudiants sur l’innocence ou la culpabilité du capitaine. Ami de Jean Jaurès, le sociologue défendit parfois des thèses socialistes-réformistes.

## Père fondateur de la sociologie française
Durkheim apparaît pour beaucoup comme le père fondateur de la sociologie française. En effet, s'il ne fut pas le premier sociologue en France, il fut le premier à s'engager pour faire de la sociologie une discipline autonome, se distinguant des autres sciences sociales concurrentes, comme la psychologie et la philosophie. Il a fondé le premier département de sociologie à l'Université de Bordeaux, dans les années 1890.
Tout d'abord, il œuvre à asseoir la sociologie comme indépendante, institutionnellement parlant. Ainsi il écrit en ouverture de son cours de science sociale en 1888 que "le seul moyen de démontrer que la sociologie est possible, c'est de faire voir qu'elle existe et qu'elle vit". Il va alors profiter de son statut de professeur pour commencer la diffusion d'un esprit sociologique dans des cours à l'université comme sur la famille, la solidarité sociale, le suicide, la sociologie criminelle, le socialisme, la religion, la pédagogie ou l'histoire de la sociologie. C'est toujours dans cette optique que Durkheim fonde la revue L'Année sociologique en 1898. Cette revue permit à Durkheim de fédérer une école autour de lui tout en y diffusant les textes fondamentaux des sciences sociales de l'époque.
Ainsi, Durkheim, par ses cours et sa revue, pose les bases d'une sociologie française comme science autonome comprenant des cours, un objet, une revue et une démarche spécifique. De plus, il est l'auteur de célèbres ouvrages de sociologie tels que :
- De la division du travail social (1893),
- Les Règles de la méthode sociologique (1895),
- Le Suicide (1897)
- Les Formes élémentaires de la vie religieuse (1912).

### Influences Intellectuelles

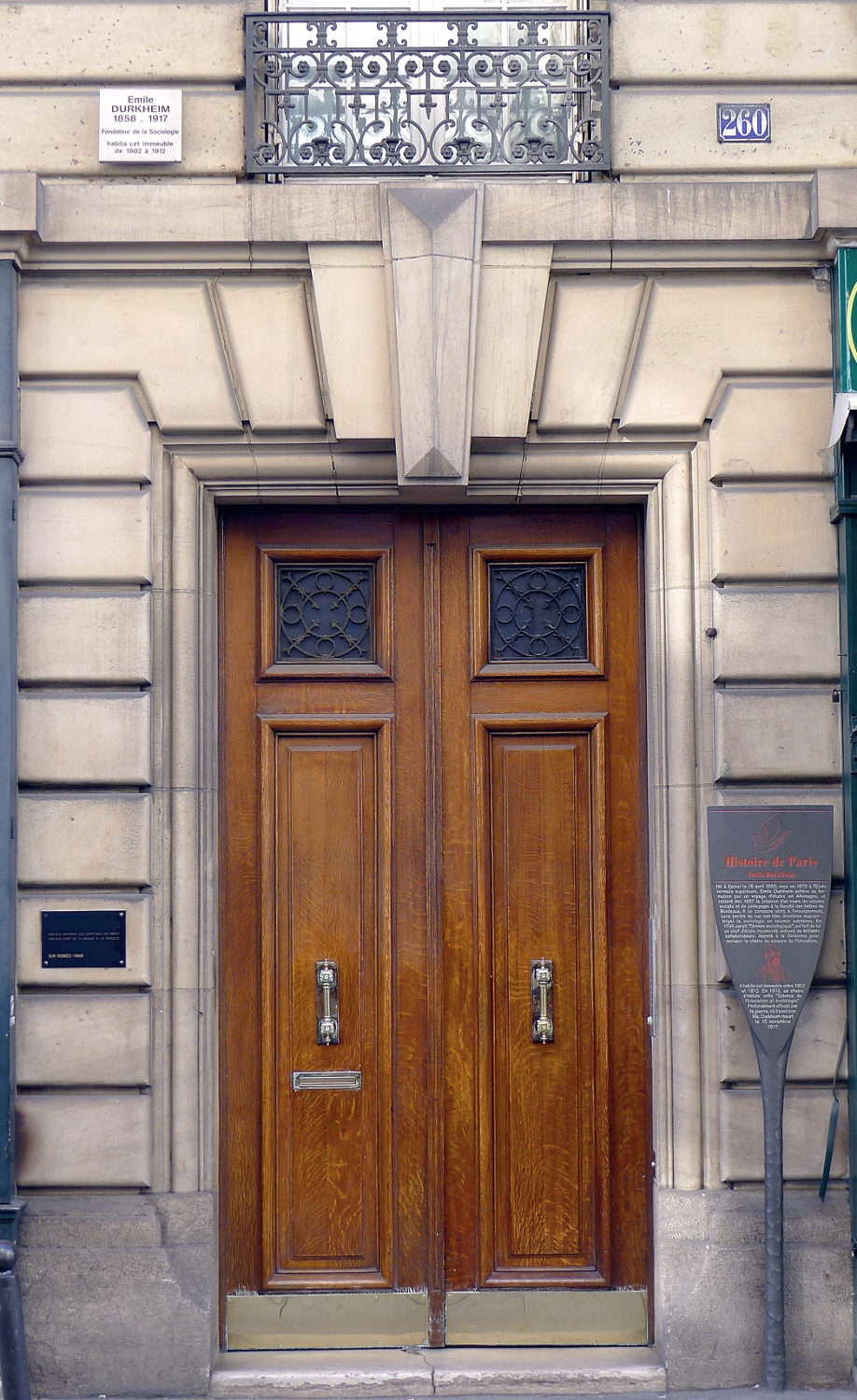
Paris, rue Saint-Jacques, no 260 : maison qu'habita Émile Durkheim entre 1902 et 1917

Deux des plus importantes influences pour Durkheim sont Auguste Comte et Herbert Spencer. Le premier voulait appliquer la méthode scientifique des sciences naturelles aux sciences sociales, et le second développa une approche utilitariste évolutionnaire pour étudier la société humaine. Durkheim fut influencé par le positivisme de Comte, ainsi que par son approche scientifique de l'humanité, par lequel Comte appliqua la méthodologie des sciences dures à l'étude des sociétés humaines. Durkheim, par contre, développera une méthode complètement nouvelle et spécifique à la société. À Spencer, Durkheim emprunta des éléments de fonctionnalisme et d'analogie organique. Néanmoins, Durkheim est très critique des deux, à cause de ce qu'il considérait comme des assomptions métaphysiques, qui se trouvent, selon lui, dans leurs modèles unilinéaires d'évolution sociale. Il faut mentionner aussi Alfred Espinas, l'auteur de Les Sociétés Animales (1877). Durkheim a remarqué que ce livre était le premier à élaborer une science des faits sociaux.
Durkheim a été également influencé par ses professeurs à l'École Normale Supérieure, dont Émile Boutroux, avec lequel Durkheim a lu Comte, et Gabriel Monod, et Numa Denis Fustel de Coulanges, qui l'ont introduit à des méthodes empiriques et comparatives pour étudier l'histoire. Charles Renouvier a été très important aussi, car il a formé en large mesure les vues de Durkheim sur Kant.
Entre 1885 et 1886, Durkheim passa une année universitaire en Allemagne, ou il rencontra Fred Wagner, Gustav Schmoller, Rudolph von Jehring, Albert Schäffle, et Wilhelm Wundt. Ces penseurs étudiaient la moralité d'une manière scientifique en mettant l'accent sur l'aspect social de la moralité. Wundt a peut-être été le plus important pour Durkheim car, comme ce dernier le fera plus tard, Wundt rejetait l'individualisme méthodologique et argumentait que la moralité est un phénomène sui generis. Ensemble, ces penseurs fournirent les bases de la théorie du réalisme social que Durkheim développera plus tard, en critiquant la vision utilitaire de la morale qui voit l'origine de la moralité dans l'intérêt rationnel de l'individu.
D'autres penseurs ont été importants pour la pensée de Durkheim. Il a écrit sur Rousseau et Montesquieu, qu'il considère comme les précurseurs de la pensée sociologique. L'anthropologue William Robertson Smith influence sa pensée sur la religion. Des philosophes comme Kant, Platon, William James et Descartes l'influencent aussi.

### Réception de Durkheim
La réception de la pensée de Durkheim est assez mitigée. D'un côté, son œuvre sociologique et anthropologique est largement connue et célébrée, mais reste critiquée à plusieurs reprises. Dans la sociologie et l'anthropologie, Durkheim a influencé plusieurs membres de son équipe de recherche, incluant Marcel Mauss (son neveu), Paul Fauconnet, Célestin Bouglé, et Lucien Lévy-Bruhl. D'autres penseurs, comme Maurice Halbwachs, Talcott Parsons, Alfred Radcliffe-Brown, Gustave Belot, et Claude Levi-Strauss ont également été profondément marqués par l'œuvre de Durkheim. Plus récemment, des théoriciens sociaux, comme Steven Lukes, Robert Bellah, et Pierre Bourdieu, ont reconnu l'appui de Durkheim sur leur pensée.
De l'autre côté, ses contributions à la philosophie sont encore largement négligées. Dans un long article intitulé Sociologie et philosophie en France depuis 1945 : mort et résurrection de la philosophie sans sujet, Pierre Bourdieu et Jean-Claude Passeron examinent le legs méconnu de Durkheim non seulement dans les sciences sociales, mais aussi dans la philosophie. Ils notent que plusieurs philosophes ont manqué de voir l'importance philosophique de la sociologie de Durkheim ou ont été ouvertement hostiles à son œuvre, et pas nécessairement pour des raisons légitimes. En conséquence, les idées de Durkheim qui ont une importance philosophique et qui sont très présentes dans les sciences humaines ne sont pas reconnues en tant que telles. Elles sont donc entrées dans le débat d'idées de manière inconsciente. Comme les auteurs l'écrivent, « toutes les sciences sociales vivent dans la maison du Durkheimisme, à leur insu, pour ainsi dire, parce qu'elles y sont entrées à l'envers ».
Malgré cette réception philosophique muette, plusieurs philosophes ont reconnu l'influence de Durkheim sur leur propre pensée, dont Henri Bergson et Emmanuel Levinas, et plus récemment Charles Taylor. 

#### Durkheim contre Searle
Plusieurs philosophes méconnaissent l'œuvre de Durkheim encore aujourd'hui. Cela peut se voir dans un échange animé entre John Searle, un philosophe analytique renommé, et plusieurs sociologues, dont Neil Gross et Steven Lukes. En fait, Neil Gross estime que le livre, La construction de la réalité sociale (1998) de Searle, n'avance pas la théorie sociale beaucoup plus loin qu'avait déjà fait Durkheim il y a presque un siècle. En effet, Searle prend presque les mêmes positions et introduit presque les mêmes concepts que Durkheim, dont l'idée de représentations collectives, le concept d'institution sociale, le concept de fait social, ou l'idée que la société est une réalité sui generis. Ainsi, Gross déclare que le livre de Searle a des racines durkheimiennes et qu'il constitue un durkheimisme reconstruit et non reconnu. En réponse, Searle a écrit un article dans lequel il critique Durkheim violemment, et réfute tout lien entre lui et Durkheim. Searle déclare que l'œuvre de Durkheim est encore pire que ce qu'il pensait à l'origine. En réponse aux accusations de Searle, Steven Lukes défend Durkheim et contredit chacun des points de critique de Searle. Il attribue la faiblesse de la critique de Searle en partie à une erreur de lecture, mais aussi à une ignorance de l'intégralité des textes de Durkheim ; Searle avoue que sa lecture de Durkheim est limitée au premier chapitre des Règles de la méthode sociologique, au Division du travail social, et à l'article, « Représentations individuelles et représentations collectives ».

## L’Étude de la société

### La Société
Selon Durkheim, la sociologie serait « la science des institutions, de leur genèse et de leur fonctionnement ». Pour lui, une institution veut dire, « toutes les croyances et tous les modes de conduite institués par la collectivité ». Or, avant de pouvoir étudier des institutions sociales, il faut savoir en quoi elles consistent exactement. Répondre à cette question revient à se demander ce qu’est précisément la société même.
Pour Durkheim, une société n’est pas un groupe d’individus qui habitent dans le même endroit géographique, elle est « avant tout un ensemble d’idées, de croyances, de sentiments de toutes sortes, qui se réalisent par les individus ». Elle indique une réalité qui est produite quand des individus agissent l’un sur l’autre, ce qui résulte dans la fusion des consciences individuelles. Cette réalité est sui generis, c’est-à-dire qu’elle est irréductible à ses parties composantes. Elle est plus que la somme de ses parties et est d'un ordre complètement différent des parties dont elle est composée. La société et les phénomènes sociaux ne peuvent être expliqués que dans des termes sociologiques. Les termes biologiques ou psychologiques sont insuffisants, et les faits sociaux ne peuvent pas être réduits aux formes matérielles d’une société et ses nécessités vitales, comme est fait dans le matérialisme historique.
Pour mieux déterminer et analyser le contenu de cette réalité psychique, Durkheim invente le concept de fait social. Les faits sociaux sont essentiels, puisqu’ils constituent et expriment la conscience collective d’une société.

### Le fait social
« Voilà donc un ordre de faits qui présentent des caractères très spéciaux : ils consistent en des manières d'agir, de penser et de sentir, extérieures à l'individu, et qui sont douées d'un pouvoir de coercition en vertu duquel ils s'imposent à lui. »

Voici comment Durkheim définit un fait social : les faits sociaux ont une réalité objective qui peut être étudiée comme un physicien étudie le monde physique. Il faut ajouter un corollaire important à cette définition et rappeler que les faits sociaux sont aussi internes aux individus, et qu’il n'y a qu'à travers les individus que les faits sociaux peuvent exister.
Comme les faits sociaux sont extérieurs à l'individu et doivent être expliqués « par les modifications du milieu social interne et non pas à partir des états de la conscience individuelle » afin de ne pas confondre les faits sociaux avec d'autres variables telles que la psychologie du sujet, son contexte familial, culturel, etc., ces faits sociaux existent sans que nous ayons nécessairement conscience ni de leur existence ni de leur autonomie. En effet, un fait social peut être indépendant de l'individu, les fait sociaux existent « indépend[amment] de [leurs] manifestations individuelles ». Le fait social s'impose à l'individu, qu'il le veuille ou non, et non le contraire. Il correspond à un système de normes établies pour et par la société et n'est que rarement modifiable autrement que par un bouleversement social ; l'homme acquiert nombre d'entre elles dès le début de son éducation et tend à en intérioriser une grande partie. L'éducation détient le rôle d'institution socialisante par excellence, elle fait de l'enfant un être social. Puisque présent dès l'enfance, le caractère contraignant des faits sociaux se fait moins évident et devient une habitude : c'est le principe même de la socialisation.
Un des critères pour reconnaître les faits sociaux serait de déterminer la résistance au changement d’une chose : « on reconnaît principalement un fait social à ce signe qu'elle ne peut pas être modifiée par un simple décret de la volonté ». Ça ne veut pas dire qu’ils ne peuvent pas changer, mais il faut un effort laborieux pour le faire. Cette qualité des faits sociaux est liée à leur caractère contraignant qui se voit à travers diverses institutions sociales, qu'elles soient formelles ou non : on peut prendre les exemples du code juridique qui condamne le vol, d'un homme d'affaires qui doit bien s'habiller ou risquer une sanction de son supérieur, ou encore des moqueries et des regards amusés que peut recevoir un individu qui ne se conforme pas aux normes quotidiennes…
Un autre moyen pour déterminer un fait social consiste en l’usage de statistiques, qui permettent de neutraliser les variations entre individus et finalement d'étudier une moyenne qui, pourtant, ne sera pas apparente dans la société, ceci à cause des variables précédemment citées. Le fait social représente donc « un certain état de l'âme collective ».
En exposant le concept du fait social, Durkheim présente comment la société, par l'intermédiaire des faits sociaux, influence la manière de penser et d'être d'un individu. Bien qu’au début de sa carrière, Durkheim se concentrait principalement sur la nature contraignante, et donc négative, des faits sociaux, il privilégia peu à peu, dans ses œuvres plus tardives, le côté positif des faits sociaux, c’est-à-dire leur nature libératrice. Comme Steven Lukes a noté, loin d’être des instances de « coercition » ou de « contraintes », les faits sociaux que Durkheim explore, par exemple, dans Les Formes, montrent comment des individus sont amenés à penser ou à sentir d’une certaine manière, à connaître et à valoriser certaines choses, et à agir en conséquence. Dans ses œuvres matures, le mot ‘contraint’ n’est même plus présent.
À travers son œuvre, Durkheim montre comment faire une analyse sociologique des faits sociaux. Dans Division, il examine comment la démographie et la technologie des transports et de la communication peuvent changer la conscience collective d’une société. Durant son étude Le Suicide, Durkheim cherche à prouver que ce fait social, qui peut sembler si dépendant de notre volonté, de notre liberté d'action, dépend également de facteurs sociaux. Durkheim cherche, à travers ce célèbre ouvrage, à trouver ces facteurs. Dans Les Formes, il analyse la religion, la pensée logique et la langue comme des faits sociaux d’origine sociale. Il étudie également la moralité comme fait social à plusieurs reprises, notamment dans son article « La Détermination du fait moral » (1906).

### La méthode sociologique
« La première règle et la plus fondamentale est de considérer les faits sociaux comme des choses […] »

— Durkheim, Les Règles de la méthode sociologique
Après avoir expliqué ce qu’est un fait social, Durkheim introduit des règles pour leur étude, la première et plus importante étant de traiter les faits sociaux comme des choses. Si Durkheim emploie dans son ouvrage le terme "chose", c'est à la fois pour donner une forme concrète aux faits sociaux afin d'éviter un glissement vers une sociologie spontanée et subjective et également pour affirmer le fait que les faits sociaux sont des choses à part entière des autres choses. Par ce terme, Durkheim indique clairement que les faits sociaux ne sont pas réductibles à d'autres faits, notamment des faits psychologiques ou biologiques, affirmant ainsi sa théorie selon laquelle les faits sociaux sont des faits sui generis. Il faut avant tout définir le fait social objectivement pour donner une légitimité à son étude, le distinguer de l'idée.
Pour instaurer cette nouvelle discipline qu'est la sociologie, Durkheim exprime sa volonté d'installer une méthodologie spécifique garantissant sa scientificité et sa spécificité. « Il n'y a, en effet, qu'un moyen de faire en science, c'est de l'oser, mais avec méthode » (De la Division du travail social). Un point important de l'étude sociologique est l'objectivité du sociologue : comment étudier un objet qui, dès le départ, conditionne l'observateur ? L'observation doit être la plus impersonnelle possible, se débarrassant de ses préjugés pour éviter toute déformation perceptive, mais ne le sera jamais parfaitement. C'est pourquoi la méthode de Durkheim s'appuie sur la comparaison plutôt que sur l'étude d'un fait social pris indépendamment (méthode de comparaison, avec méthode des variations concomitantes) : le fait social sera étudié en fonction des autres faits sociaux et non en fonction de la personne qui l'étudie. De plus Durkheim, suivant un programme de réalisme social, étudiera tout fait social par le social, sans s'appuyer sur une étude psychologique des acteurs alors soumis aux contraintes sociétales.
Émile Durkheim reprend ce modèle de physiciens comme Henri Poincaré ou Ernst Mach, dans la logique qu'un fait social est un objet. Il n'apporte pas de procédures de recherche précises pour la sociologie, et son application se fait à l'aide de métaphores. Malgré cela, ce modèle sera appliqué jusqu'à aujourd'hui.

### Le Réalisme social de Durkheim
Une importante partie de la méthode sociologique de Durkheim est son réalisme social. Ceci consiste en ce que la société est une entité objectivement réelle qui existe indépendamment et de façon autonome aux individus particuliers, un avis démontré parfaitement par sa prescription de traiter les faits sociaux comme des choses. Cependant, cette dimension de la sociologie de Durkheim a pu être source de confusion. Plusieurs critiques ont accusé Durkheim d'affirmer que les faits sociaux existent indépendamment et en dehors de tous les individus, ce qui les a amenés à croire que Durkheim préconisait l’existence d’une sorte d’‘esprit de groupe’ métaphysique. D’autres critiques ont soulevé que Durkheim était coupable d’un ontologisme ou d’un réalisme dans lequel il considérait les faits sociaux comme des propriétés matérielles de la vie sociale[source insuffisante].
En réponse à ces critiques, il faut se souvenir que les faits sociaux sont à la fois externes et internes aux individus ; ils sont externes aux individus particuliers, mais il faut ajouter, comme faisait Durkheim de plus en plus, internes aux individus aussi. Seulement au niveau méthodologique, afin d’étudier les faits sociaux du dehors, comme ils se présentent à l’individu, le sociologue abstrait les faits sociaux des individus dans lesquels ils sont présents. En réponse à l'autre critique, Durkheim maintient que les faits sociaux, en tant que manifestations d’une réalité psychique, ou idéationnelle, n’ont pas de substratum matériel. Ils ne peuvent être observés que par la réalité phénoménale, plus ou moins systématisée, qui les exprime.

## La sociologie de la connaissance
Durkheim est un pionnier de la sociologie de la connaissance. Il décrit l'individu comme influencé de manière importante par son milieu social, jusqu'à sa perception de réalité. Par exemple, son livre Les Formes élémentaires de la vie religieuse, analyse non seulement la religion mais aussi la genèse de la pensée logique. Selon lui, non seulement nos croyances et langue viennent du milieu social, mais les concepts et les catégories nécessaires pour la pensée logique, comme le temps, l’espace, la causalité, le nombre, ont des origines sociales. En cela, l'analyse de Durkheim est au moins cinquante ans en avance par rapport à des philosophes structuralistes français tels que Michel Foucault, auquel la théorie de Durkheim peut être rapprochée sur de nombreux points[source insuffisante]. Une première tentative de comprendre cette influence sur la pensée doit passer par son concept de représentations collectives, un des plus importants concepts dans sa sociologie de la connaissance.

### Représentations collectives
D’après Durkheim, aucune connaissance du monde n’est possible sans le représenter d’une manière ou autre. Naturellement, les représentations sont au cœur de sa théorie de connaissance. Les représentations collectives sont le corps de représentations qui exprime la façon dont le groupe se pense dans ses rapports avec les objets qui l'affectent. Cependant, bien qu’elles soient des représentations, les représentations collectives ne sont pas des simples reflets de la réalité : « [u]ne représentation n'est pas, en effet, une simple image de la réalité, une ombre inerte projetée en nous par les choses ; mais c'est une force qui soulève autour d'elle tout un tourbillon de phénomènes organiques et psychiques ». Les représentations collectives sont infusées avec l’expérience collective de la société, ce qui donne aux choses leur valeur et leur signification.

### La Philosophie du langage de Durkheim
La langue est une représentation collective et pour Durkheim un fait social de premier plan. Selon Durkheim, les mots, ou les concepts, ne sont pas comme des représentations sensorielles individuelles, qui sont en flux constant et qui ne sont pas capables de donner une pensée stable et consistante. Les concepts sont impersonnels, ils sont comme en dehors du temps et du devenir, et la pensée qu’ils génèrent est fixée et résiste au changement. En conséquence, la langue est aussi la première intuition du règne de la vérité, puisque c'est à travers la langue que les individus peuvent concevoir un monde d’idées stables qui sont communes à d’autres esprits. La langue conforme, donc, aux deux critères de la vérité que Durkheim présente : l’impersonnalité et la stabilité. Ces deux critères sont aussi précisément ce qui permet la communication intersubjective. La langue est, donc, évidemment un produit sui generis de l’interaction sociale ; la langue ne peut venir en existence qu’à travers la fusion de consciences individuelles, avec un résultat irréductible aux parties composantes.
Puisque la langue a ces qualités, elle est aussi infusée avec l’autorité de la société. Face à la langue, l’individu est contraint d'assimiler les concepts et de les approprier comme les siens, bien que cette assimilation ne soit jamais parfaite. Durkheim dit : « En face de ce système de notions, l'esprit individuel est dans la même situation que le nous de Platon en face du monde des Idées. Il s'efforce de se les assimiler, car il en a besoin pour pouvoir commercer avec ses semblables ».
La langue, en tant que représentations collectives, a en outre la qualité unique qu’elle structure activement la perception de la réalité d’un individu. Comme dit Durkheim, les objets de l’expérience n’existent pas indépendamment de la société qui les représente. Ils n’existent qu’à travers la relation qu’ils ont avec la société, une relation qui peut révéler des aspects de la réalité très différents en fonction de la société. Comme nous explique Durkheim : 

« Mais si ce sont, avant tout, des représentations collectives, ils ajoutent, à ce que peut nous apprendre notre expérience personnelle, tout ce que la collectivité a accumulé de sagesse et de science au cours des siècles. Penser par concepts, ce n'est pas simplement voir le réel par le côté le plus général ; c'est projeter sur la sensation une lumière qui l'éclaire, la pénètre et la transforme. Concevoir une chose, c'est en même temps qu'en mieux appréhender les éléments essentiels, la situer dans un ensemble ; car chaque civilisation a son système organisé de concepts qui la caractérise. »

### Durkheim et les catégories
Selon Durkheim, la société est aussi à l’origine des catégories de la pensée, comme le temps, l’espace, le nombre, la causalité, la personnalité, etc. Durkheim est très critique à l’égard des rationalistes, comme Kant, qui disent que les catégories sont universelles, indépendantes des influences externes—qu’elles sont présentes à l’humanité a priori, ou logiquement antérieures à l’expérience. Pour Durkheim, les catégories ne sont pas vagues et indéterminées comme avait imaginé Kant. Elles ont des formes et des qualités spécifiques (minutes, semaines, nord, sud, pouces, kilomètres). Les catégories, en outre, varient, parfois beaucoup, d’une culture à l’autre, ce qui amène Durkheim à croire qu’elles sont d’origine sociale. Or, Durkheim est également critique des empiristes, qui disent que les expériences individuelles sont à l’origine des catégories. D’après Durkheim, les catégories ont les mêmes propriétés que les concepts, c’est-à-dire stabilité et impersonnalité, ce qui est nécessaire pour la rencontre de deux esprits. Les catégories ont donc une fonction purement sociale et sont le produit de l’interaction sociale. Les individus ne pourraient jamais créer leurs propres catégories. Durkheim cherche donc à réconcilier cette opposition entre les rationalistes et les empiristes en expliquant la raison sans oublier les données empiriques. Pour ainsi faire, il traite les catégories comme des représentations collectives.
Comme dit Durkheim, les catégories sont les produits sui generis des individus qui vivent ensemble et qui agissent l’un sur l’autre. Ils s’imposent aux individus, qui n’auraient pas la possibilité de penser les catégories autrement. Encore plus, 

« Non seulement c'est la société qui les a instituées, mais ce sont des aspects différents de l'être social qui leur servent de contenu : la catégorie de genre a commencé par être indistincte du concept de groupe humain; c'est le rythme de la vie sociale qui est à la base de la catégorie de temps ; c'est l'espace occupé par la société qui a fourni la matière de la catégorie d'espace ; c'est la force collective qui a été le prototype du concept de force efficace, élément essentiel de la catégorie de causalité. »

Une autre catégorie, celle de la totalité, a des origines sociales, provenant de l'idée de l'ensemble d'un groupe, ou d'un groupe dans sa totalité.
Cependant, cette partie de la théorie de Durkheim a un défaut[source insuffisante]. Durkheim ne distingue pas entre les facultés de la pensée catégorique, comme la catégorie de l'espace, et le contenu de ces facultés, sa division en unités (mètre, inch, etc.). Selon Durkheim, la faculté et le contenu de la pensée catégorique ne sont pas séparables. C'est pourquoi, Durkheim manque de voir les capacités innées pour la pensée catégorique ou logique. Malgré cela, l’idée selon laquelle l’organisation de la société et la vie sociale influencent la formation des catégories a eu une influence certaine sur la postérité.

### La Classification du savoir
La société joue aussi un rôle important dans la construction du savoir humain en ce qu’elle organise les objets de l’expérience dans un système classificatoire cohérent. Ces systèmes donnent l’ordre au monde car, dans ces systèmes classificatoires, il devient possible de « rattacher les choses les unes aux autres », c’est-à-dire de « rétablir entre elles des relations qui nous les fassent apparaître comme fonction les unes des autres, comme vibrant sympathiquement suivant une loi intérieure, fondée dans leur nature ». Encore plus, Durkheim dit que c’était à travers la religion que les premiers systèmes classificatoires étaient mis en place, dans la forme des mythes. La religion est donc le premier endroit où les êtres humains pouvaient expliquer rationnellement le monde autour d’eux. Pour ces raisons, Durkheim dit que « l’évolution logique est étroitement solidaire de l’évolution religieuse et dépend, comme cette dernière, de conditions sociales ».
Durkheim dit, en essence, que la religion est à l’origine de tout savoir humain. Cela peut paraître bizarre pour la science moderne, qui se croit indépendante de toute influence religieuse. Or, c’est, en effet, à travers la religion que la logique et les concepts nécessaires pour la pensée scientifique ont pris forme et ont été élaborés.

### La Philosophie de la science de Durkheim
Durkheim peut être vu comme étant un relativiste culturel. Il dit que chaque culture a un réseau de logique et de concepts autoréférentielle qui créent des vérités qui sont légitimes et, même si pas fondées dans la réalité du monde physique, fondées dans la réalité de leur cadre social respectif. Les vérités de ce genre sont des « vérités mythologiques ».
Pourtant, Durkheim défend aussi le rationalisme scientifique et l’idée qu’il existe une vérité indépendante aux contextes culturels et qui exprime la réalité « en soi ». Cette vision est principalement élaborée dans son Pragmatisme et sociologie, mais aussi dans Les Formes. Ces « représentations scientifiques » qui expriment les vérités scientifiques, sont soumises à une vérification plus rigoureuse, et donc sont plus parfaites et fiables, même si les représentations qui les expriment ne seront jamais qu’approchées.

## La Théorie de la religion de Durkheim

### Définition de la religion
Durkheim consacre Les formes élémentaires de la vie religieuse à une étude de la religion. En le faisant, il propose d'étudier la religion comme fait social. Suivant sa méthode, il définit la religion ainsi : 

« Une religion est un système solidaire de croyances et de pratiques relatives à des choses sacrées, c'est-à-dire séparées, interdites, croyances et pratiques qui unissent en une même communauté morale, appelée Église, tous ceux qui y adhèrent. »

Durkheim évite le mot Dieu dans sa définition, préférant le concept d'objet sacré. Les objets sacrés sont au cœur de toute religion, mais ils ne font pas nécessairement allusion à une force surnaturelle, comme le serait un Dieu (par exemple, les quatre nobles vérités sont, au sens de Durkheim, des objets sacrés pour les bouddhistes). D'autres objets physiques, comme une plume, un drapeau, une croix, ou une pierre, peuvent être infusés de ce pouvoir collectif et ainsi servir comme représentations physiques de l'objet sacré d'une société, devenant sacré dans cette manière. Cette définition contient également les concepts de sacré, église, rites, et communauté morale que nous voyons dans sa définition de la religion.
Il est aussi important de noter l'importance du social dans sa définition de la religion. Effectivement, Durkheim lutte contre des interprétations animistes ou naturalistes de la religion. Les animistes trouvent l'origine de la religion dans les phénomènes psychologiques, comme les rêves, une thèse défendue par Spencer. Les naturalistes trouvent l'origine de la religion dans la tentative d'expliquer les événements naturels (orages, tremblements de terre) par des forces surnaturelles, une thèse défendue par Edward Tylor, et James Frazer, et plus tard par Sigmund Freud. Durkheim argumente que ces interprétations sont apprises socialement, et ne sont que le résultat d'une religion déjà établie, pas sa cause. Pour réfuter la thèse naturaliste, Durkheim note également que la foi à la religion se maintient, même quand la religion exprime les forces naturelles d'une manière erronée, ou, bien quand elle est contredite par les faits naturels. La cause de la religion doit donc se trouver ailleurs.

### Les origines et le fonctionnement de la religion
D'après Durkheim, la religion trouve ses origines dans des forces sociales qui sont toujours présentes dans une communauté. Il ne s'agit pas, donc, de chercher l'origine ultime de la religion (une question métaphysique inutile selon lui), mais de chercher comment ces forces sociales peuvent se traduire par la forme concrète qui est la religion.
Selon Durkheim, ces forces sociales se concrétisent dans des moments de ce qu'il nomme « effervescence collective ». Ces moments arrivent quand tous les individus d'un groupe sont rassemblés pour communiquer « dans une même pensée et dans une même action ». « Une fois les individus assemblés il se dégage de leur rapprochement une sorte d’électricité qui les transporte vite à un degré extraordinaire d’exaltation ». Durkheim appelle cette énergie « mana ». On peut voir aujourd'hui cette force mana dans les stades de football ou lors des réunions nationales politiques. Ensuite, pour que la société puisse prendre conscience de cette force mana, il faut qu'elle soit projetée sur un objet extérieur, matériel. Comme il dit, « La force religieuse n’est que le sentiment que la collectivité inspire à ses membres, mais projeté hors des consciences qui l’éprouvent, et objectivé. Pour s’objectiver, il se fixe sur un objet qui devient ainsi sacré ». Ainsi, la société devient consciente de soi, de sa propre unité, et une religion est née.
Il est important de comprendre que le symbole religieux ne fait qu'hypostasier la force de la société, et le pouvoir de la société coule à travers l'objet sacré. Cette force est réelle, souligne Durkheim, et donc, même si le dogme ou la doctrine de la religion sont faux, l'expérience religieuse est fondée sur une force physique, une sorte d'électricité que nous ne pouvons pas écarter comme une simple illusion.
L'énergie collective dégagée pendant ces moments d'effervescence doit être ranimée pour que la religion maintienne sa force parmi ses adhérents. C'est pour cette raison qu'il y a tellement de rites religieux ou d'autres cérémonies collectives, comme les rites mimétiques (induire les événements naturels tels que la pluie), les rites piaculaire (funéraire), célébratoire, sacrificiel, etc. Si la société n'arrive pas à accomplir ces rites, elle risque de mourir. Comme dit Durkheim, « Que l’idée de la société s’éteigne dans les esprits individuels, que les croyances, les traditions, les aspirations de la collectivité cessent d’être senties et partagées par les particuliers, et la société mourra ». Ces rites sont, donc, d'ordre primaire pour la société.
Tous les groupes humains ont une religion, ce qui mène Durkheim à dire que la religion est une caractéristique de la condition humaine. Autrement dit, aussi longtemps que l'homme se trouve rassemblé en groupe, il va se former une religion d'une certaine forme.

### La mort des dieux
« Les anciens dieux vieillissent ou meurent, et d’autres ne sont pas nés. »

— Durkheim, Les formes élémentaires de la vie religieuse
Dans presque toute l'œuvre de Durkheim, une des thématiques les plus importantes est celle du malaise dont la société occidentale a souffert aux XIXe et XXe siècles. Il note, déjà dans De la division du travail social les transformations majeures et rapides qui ont marqué la société européenne depuis plus d'un siècle. Cela inclut non seulement la montée de la science moderne, mais aussi l'industrialisation, l'urbanisation de la population et des transformations dans la communication et le transport (chemins de fer, téléphone, machine à vapeur, etc.) qui arrivent à rendre la population beaucoup plus mobile. Cela donne à la modernité des conditions de vie radicalement différentes de celles qui précédaient. Ces transformations mènent, suivant Durkheim, à « un affaiblissement de toutes les traditions ». Il indique que la religion chrétienne ne tient plus la société occidentale en forme et que la vie moderne dépasse de loin la doctrine du christianisme. Il dit ainsi :

« Les grandes choses du passé, celles qui enthousiasmaient nos pères, n'excitent plus chez nous la même ardeur, soit parce qu'elles sont entrées dans l'usage commun au point de nous devenir inconscientes, soit parce qu'elles ne répondent plus à nos aspirations actuelles ; et cependant, il ne s'est encore rien fait qui les remplace. Nous ne pouvons plus nous passionner pour les principes au nom desquels le christianisme recommandait aux maîtres de traiter humainement leurs esclaves, et, d'autre part, l'idée qu'il se fait de l'égalité et de la fraternité humaine nous paraît aujourd'hui laisser trop de place à d'injustes inégalités. »

Les normes, la moralité, et la métaphysique chrétiennes n'ont plus de sens et ne nous inspirent plus. Il s'agit, alors, d'une crise de moralité importante, dont d'autres auteurs (comme Nietzsche, par exemple) parlent. Cette situation laisse la société sans centre fixe, sans autorité, et dans un état de désagrégation. Elle est vulnérable à un taux de suicide plus élevé, un individualisme sans freins, et à un sentiment plus aigu d'anomie, ou de nihilisme, dans lequel « les règles traditionnelles ont perdu leur autorité ».

### Montée de l'individualisme: le culte de l'individu

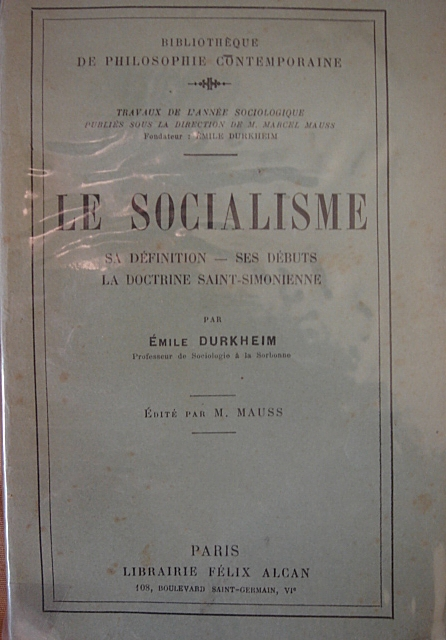
Cours de 1896, première publication chez Alcan en 1928 par Marcel Mauss

Durkheim voit dans la mort des anciens dieux l'avènement de nouvelles formes de vie religieuse. Durant le XVIIIe et XIXe siècles, la société occidentale connaissait une forte division du travail, la croissance des villes, l'industrialisation, ce qui a eu l'effet d'individualiser de plus en plus la population. Cette individualisation, que Durkheim nomme « le culte de l'individu », a comme objet sacré (son dieu) l'individu.
Important pour le concept d'individu de Durkheim, c'est que « c'est celui de Kant et de Rousseau, celui des spiritualistes, celui que la Déclaration des droits de l'homme a tenté, plus ou moins heureusement, de traduire en formules ». Durkheim explique, « Ce culte de l'homme a pour premier dogme l'autonomie de la raison et pour premier rite le libre examen ». On trouve donc déjà, dans le culte de l'individu selon Durkheim, plusieurs caractéristiques d'une religion : objet sacré, communauté morale, cosmologie.

## La Moralité

### La «Structure» de la moralité
Durkheim définit la moralité comme « un système de règles de conduite ». Son analyse de la morale est très marquée par Emmanuel Kant et sa notion du devoir, dont Durkheim est très critique, mais seulement pour le réhabiliter et l'utiliser dans sa propre théorie morale.
D'abord, Durkheim note, comme Kant, un élément obligatoire dans la morale. À l'intérieur de la morale il y a « une autorité morale qui, en se communiquant à certains préceptes de conduite qui lui tiennent particulièrement à cœur, leur confère un caractère obligatoire ». La morale nous dicte d'en haut comment nous devons nous comporter. Il existe une certaine norme morale préétablie à laquelle nous devons nous conformer. Ici, Durkheim critique la notion du devoir kantien, tout en le reprenant et l'insérant dans un contexte social, et pas analytique, comme le fait Kant. Ensuite, il y a un élément désiré dans la morale, une idée qui a échappé à Kant, nous dit Durkheim. Le fait que la moralité est désirée est aussi important que sa nature obligatoire. Comme cela, l'individu se soumet volontiers au code moral et croit qu'il sert le bien en le faisant.
Cependant, pour pouvoir accomplir ce double mouvement, la moralité doit être bien fondée aux yeux de ceux à qui elle parle. Comme dit Durkheim, « pour que le caractère obligatoire des règles soit fondé, il suffit que la notion d’autorité morale soit fondée elle aussi, car à une autorité morale, légitime aux yeux de la raison, nous devons obéissance simplement parce qu’elle est autorité morale ». D'après Durkheim, cette autorité morale se trouve au sein de la religion d'une société. C'est elle seulement qui a les ressources, le respect et le pouvoir, afin d'être à la fois obligatoire et objet de désir, de bien commun. L'objet sacré d'une société, donc, peut être considéré comme représentant visible de l'idéal moral d'une société.

### Le Changement moral
La théorie morale de Durkheim n'indique pas que la moralité est réfractaire à tout changement. Il nous explique, dans l'introduction de son œuvre inachevée La Morale, que « l'idéal moral n'est pas immuable ; il vit, évolue, se transforme sans cesse, en dépit du respect dont il est entouré. Celui de demain ne sera pas celui d'aujourd'hui. Des idées, des aspirations nouvelles jaillissent qui entraînent des modifications, et même des révolutions profondes dans la morale existante. » Quelle peut être l'origine de ces changements ? Selon Durkheim, une modification rapide au sein d'une société  peut provoquer un ébranlement profond de l’organisme social tout entier, et donc de sa conscience collective. Cela peut se traduire également dans une déséquilibration de la morale d'une société. On peut voir, donc, qu'en fait un ensemble de « courants moraux » traversent continuellement les sociétés, ce qui permet l’émergence de nouvelles organisations sociales et également de différentes formes de moralité.
Encore plus, la déviance sociale peut être à l'origine d'un changement de la morale : « L’existence d'une criminalité avait une utilité généralement indirecte et quelquefois directe; indirecte, parce que le crime ne pourrait cesser d'être que si la conscience collective s'imposait aux consciences individuelles avec une autorité tellement inéluctable que toute transformation morale serait rendue impossible ; directe, en ce que parfois, mais parfois seulement, le criminel a été un précurseur de la morale à venir ». La théorie de morale de Durkheim laisse, donc, largement place pour le libre arbitre et l'autonomie individuelle.

### Déviance morale
Durkheim dit que la déviance morale, voire la criminalité, est un phénomène social normal. Il voyait trois effets possibles sur la société. D'abord, la déviance peut provoquer le changement social. Elle peut souligner des problèmes sociétaux et provoquer un changement d'avis de la population générale. Ensuite, la déviance peut également amener une société à punir le déviant, et donc à défendre les normes existantes. Dans ce sens la déviance sert à renforcer l'ordre moral en place. Enfin, Durkheim dit que la déviance peut entrainer une plus grande solidarité parmi la partie de la population affectée par la déviance. On voit une influence de la pensée de Durkheim sur ce sujet chez Robert Merton et sa "théorie de tension" (Strain Theory) qui dit que les structures sociales peuvent amener à des actes criminels.

### Morale civique et démocratie
La démocratie directe fut critiquée par Émile Durkheim puisqu'elle nie essentiellement le rôle distinct de l'État par rapport à la société. Toute société se doit pour lui d'être dirigée par une minorité consciente et réflective de la pensée irréfléchie de la masse. En ce sens, la démocratie est relative au niveau de conscience qu'a l'État de la société (par la communication qu'il entretient avec elle) et à l'étendue de la diffusion de cette conscience dans le corps social (les domaines de la société non reconnus ou ignorés par l'État étant par définition « inconscients »). Ainsi, la pensée gouvernementale ne devrait pas se confondre avec la volonté des gouvernés : l’État n'est pas un résumé de la pensée populaire, mais bien un organe distinct qui surajoute à cette pensée instinctive une pensée plus méditée. Au même titre que le système nerveux central pour l'organisme vivant, il relève de la plus haute concentration réflective du corps social et a le devoir de le diriger de manière la plus rationnelle possible (comprendre en ce sens la plus bénéfique pour l'ensemble).
Si l'État est trop près de la multitude, il sera alors absorbé par elle et il sera impossible qu'elle ne fasse pas la loi. Au contraire, si l'État se détache trop de la population, la communication sera coupée et l'appareil gouvernemental agira essentiellement en tant qu’oppresseur. Durkheim prône donc la mise en place de « groupes secondaires » (territoriaux ou corporatifs) qui agiraient en tant qu'intermédiaires entre la population et l'État de manière à empêcher la multitude d'imposer sa volonté à l'État tout en la protégeant contre l'attitude oppressive de ce dernier. Il s'agirait finalement d’établir le plus de communication possible entre l'État et la société afin de s'assurer que chacun des groupes qui la compose soit reconnu et représenté. La démocratie pourrait alors s'exercer de manière directe entre la population et ces groupes, ainsi qu'entre ces groupes et l’État, mais la relation entre la multitude des individus qui composent la société et l'état serait essentiellement indirecte.
Un modèle de groupe secondaire est la corporation sous le royaume de France. Durkheim constate que, après avoir été supprimées lors de la Révolution Française, elles se sont reconstituées d'elles-mêmes pendant la révolution industrielle. Cela montre, selon lui, qu'elles correspondent à un besoin profond, qui n'est pas seulement économique, mais qu'elles sont en harmonie avec les nouvelles conditions sociales aussi bien qu'avec les anciennes ; elles répondent à un besoin moral. Elles ont fondé, à l'époque médiévale, le trait d'union de la bourgeoisie, donc de la commune urbaine. À partir de là, elles servent de cadre élémentaire à tout le système de société au début du XXe siècle.

## Le lien social
La lecture de Durkheim est intéressante pour un autre point : son étude sur ce qu'il appellera le lien social. Il y a deux interprétations, une qui se voit dans les textes du jeune Durkheim qui se présente comme « solidarité mécanique » ou « organique » et une deuxième qui se voit dans les textes plus avancés et qui est ancrée dans la religion. Cela est dû au fait que Durkheim reconnaissait de plus en plus l'importance de la religion pour une société, au point où il publie, en 1912, Les Formes élémentaires de la vie religieuse, un livre consacré à la religion et à ses effets sur la société. Un lien social n'exclut pas forcément l'autre.
Durkheim développe aussi l'idée, dans Le Suicide, La Division du Travail social, ou même dans Les Formes élémentaires de la vie religieuse que le lien social peut être sujet à des dysfonctionnements. Ainsi une division du travail trop poussée, trop spécialisée, peut entraîner l'isolement. Une crise du lien social peut alors apparaître si l'isolement l'emporte sur la solidarité et le partage de quelque chose en commun.

### Solidarité mécanique et Solidarité organique
Témoin de la naissance de la société industrielle, Durkheim se pose la question de savoir comment s'unissent les hommes dans une société qui s'individualise de plus en plus. Dans son livre, La Division du travail social, Durkheim définit ainsi l'évolution de la solidarité : les sociétés traditionnelles passées se fondaient sur une solidarité mécanique impliquant des comportements collectifs et des activités de production faiblement différenciés. Cette solidarité reposait sur la proximité, la ressemblance et le partage d'une histoire et de valeurs communes aux communautés humaines.
Mais cette solidarité doit laisser place à une solidarité devenue organique pour s'imposer dans nos sociétés modernes. Cette solidarité se définit par l'interdépendance et la complémentarité (c'est-à-dire que la société fabrique un système de parties spécialisées dont toutes sont nécessaires pour le fonctionnement de la société - par exemple sans le fermier il n'y a pas de boulanger ni de supermarché, sans le supermarché ou le boulanger, la nourriture du fermier n'arrive pas à la population qui en a besoin, etc.) qu'impose la société moderne aux êtres humains. Celle-ci s'étant mise en place avec la division du travail social produit par la forte densité démographique du pays et l'avance de la technologie. La division du travail se produit parce qu'avec la division du travail social, les individus ne se ressemblent plus, ne vivant plus dans le même lieu et ayant tous des travaux différents. La division du travail social semble alors créer pour Durkheim un lien d'interdépendance, une fonction sociale, entre les êtres humains. Paradoxalement, la société est sauvée par ce qui la met en danger, la diversité de la population.

## Le Suicide
Le Suicide, publié en 1897, est une étude sociologique empirique où Émile Durkheim met en œuvre les principes méthodologiques qu'il a préalablement définis dans Les Règles de la méthode sociologique. Dans cet ouvrage, il défend l'idée selon laquelle le suicide est un fait social à part entière — il exerce sur les individus un pouvoir coercitif et extérieur — et, à ce titre, peut être analysé par la sociologie. Ce phénomène, dont on pourrait penser de prime abord qu'il est déterminé par des raisons relevant de l'intime, du psychologique, est également éclairé par des causes sociales, des déterminants sociaux.
La statistique montre en effet que le suicide est un phénomène social normal : c'est un phénomène majoritaire et régulier que l'on retrouve dans la plupart des sociétés et, au sein de chaque société, les taux de suicide évoluent relativement peu. « Ce qu'expriment ces données statistiques, c'est la tendance au suicide dont chaque société est collectivement affligée ». Durkheim va d'abord s'attacher à dégager les causes du suicide et ensuite proposer une typologie des suicides, selon leurs causes.

## Critiques

### Le changement social?
Durkheim est souvent rejeté en tant que penseur incapable de penser le changement. On l'associe souvent avec un structuralisme rigide et figé. Ces critiques, comme l'a montré Robert Leroux, sont loin d'être valables. Non seulement Durkheim est capable de penser le changement social, mais le changement social est au cœur de son projet sociologique, voire philosophique. Son œuvre contient une théorie du changement social ainsi que plusieurs analyses dynamiques importantes de la société occidentale.
D'abord, selon Durkheim il y a deux facteurs principaux qui causent le changement social : la croissance de la population et la technologie, surtout les technologies de la communication et du transport. Ces deux éléments influent sur la manière dont les individus d'une société interagissent en augmentant les relations intra-sociales. Le changement social « progresse donc d'autant plus qu'il y a plus d’individus qui sont suffisamment en contact pour pouvoir agir et réagir les uns sur les autres ». Durkheim appelle le taux auquel ces relations sont cultivées « la densité morale ou dynamique de la société ». Avec une augmentation de la densité morale d'une société vient plus de compétition pour des ressources, ce qui fait que les individus spécialisent leur travail pour mitiger cette compétition. Il en résulte ce que Durkheim appelle « la division du travail ». Quand les sociétés se développent, les individus vont de la solidarité mécanique à la solidarité organique, une transformation qui est analysée plus haut.
Durkheim consacre la majorité de son œuvre, De la division du travail social, à une analyse des effets de la division du travail sur la société occidentale, incluant la transformation de l'Europe d'une société féodale à échelle régionale, à une société moderne, industrialisée, et internationale. Ces changements aux niveaux économique et matériel ont un effet aussi sur la conscience collective de la société. La population devient de plus en plus individualisée, on voit la montée de la science moderne, le christianisme devient de moins en moins pertinent et est remplacé par le culte de l'individu. En effet, il y a toute une gamme de transformations dans l'occident analysées par Durkheim, concernant la moralité, la religion, l'économie, la technologie, le concept de soi, le savoir, etc., et cela non seulement dans son premier grand livre, mais aussi dans Le Suicide, Les Formes élémentaires de la vie religieuses, et dans plusieurs articles le long de sa carrière.

### Le crime
Une des affirmations de Durkheim a suscité l'incompréhension chez ses contemporains : dans Les règles de la méthode sociologique, il expose que le crime est présent dans toutes les sociétés (normalité de fait) et qu'il est "lié aux conditions fondamentales de toute vie sociale" (normalité de droit). En plus d'être nécessaire, et donc normal, il a aussi une utilité (ce n'est pas l'utilité d'un fait social qui fait sa normalité : "s'il est vrai que tout ce qui est normal est utile, à moins d'être nécessaire, il est faux que tout ce qui est utile soit normal"). Un fait social est normal pour un type social déterminé, considéré à une phase déterminée de son développement, quand il se produit dans la moyenne des sociétés de cette espèce, considérées à la phase correspondante de leur évolution. Bien qu'il soit non-conforme aux normes sociales, il est présent dans toutes les sociétés, ce qui fait de lui un phénomène normal. De plus, « le tort qu'il fait à la société est annulé par la peine, si elle fonctionne régulièrement ». Il est donc possible de juger le bon fonctionnement d'une société selon la répression exercée sur les crimes. Disciple et collaborateur de Durkheim, Paul Fauconnet a développé une stimulante analyse sociologique de la responsabilité pénale, qui prolonge les analyses durkheimiennes de la fonction sociale du crime ; il en souligne notamment la dimension sacrificielle.

### Critique épistémologique
Bien que Durkheim ait cherché à fournir des explications sociologiques aux phénomènes qu'il étudiait et qu'il ait fortement réussi dans sa démarche, à un endroit il a failli à sa propre logique. Dans le cas de son étude sur Le Suicide, Durkheim a écrit que si les femmes se suicidaient moins que les hommes, après un deuil ou un divorce, cela était dû à une différence naturelle qui impliquait selon lui un comportement plus instinctif :
« Mais cette conséquence du divorce est spéciale à l'homme ; elle n'atteint pas l'épouse. En effet, les besoins sexuels de la femme ont un caractère moins mental, parce que d'une manière générale sa vie mentale est moins développée. Ils sont plus immédiatement en rapport avec les exigences de l'organisme, les suivent plus qu'ils ne les devancent et y trouvent par conséquent un frein efficace. Parce que la femme est un être plus instinctif que l'homme, pour trouver le calme et la paix, elle n'a qu'à suivre ses instincts. Une réglementation sociale aussi étroite que celle du mariage et, surtout, du mariage monogame ne lui est donc pas nécessaire. »
Ce type de thèses, courantes à l'époque, sur la différence des sexes quant à l'instinct et l'intelligence a été réfuté par certains critiques car il contrevient aux connaissances actuelles.[réf. nécessaire]

### Sociologie comme science sociale
Durkheim a été vivement critiqué pour avoir tenté d'établir la sociologie comme une science[réf. nécessaire]. Certains ont considéré sa définition du fait social comme une vision minimaliste du monde réel[réf. nécessaire]. D'autres, comme Robert K. Merton, voient dans les hypothèses de Durkheim « une orientation [qui] ne fournit qu'un cadre très large à l'enquête empirique ».[réf. nécessaire]

## Œuvres
- 1892 : La Contribution de Montesquieu à la constitution de la science sociale
- 1893 : De la division du travail social, thèse présentée à la faculté des lettres de Paris, Paris, Félix Alcan, coll. « Bibliothèque de philosophie contemporaine. »
- 1895 : Les Règles de la méthode sociologique, Paris, Félix Alcan, coll. « Bibliothèque de philosophie contemporaine. »
- 1897 : Le Suicide, Paris, Félix Alcan, coll. « Bibliothèque de philosophie contemporaine. »
- 1897 : La Prohibition de l’inceste et ses origines, L’Année Sociologique, vol. 1, 1897, p. 1-70, Texte reproduit dans Journal sociologique, Paris, PUF, 1969, p. 37-101. Disponible également en poche, Paris, Payot, "coll. PBP"  (ISBN 2-228-90339-6).
- 1900 : La Sociologie et son domaine scientifique, Version francophone d'un article publié en italien, « La sociologia e il suo domino scientifico » in Rivista italiana di sociologia, 4, 1900, p. 127–148. Réédité sous le titre La sociologie, Paris, Larousse, coll. La science française, 1915, 15 p., avec 2 portraits hors texte (de Saint-Simon et de A. Comte). Repris dans Émile Durkheim, Textes. 1. Éléments d'une théorie sociale, Paris, Les Éditions de minuit, coll. Sens commun, 1975, p. 13-36.
- 1912 : Les Formes élémentaires de la vie religieuse : le système totémique en Australie, Paris, Félix Alcan, coll. «Bibliothèque de philosophie contemporaine».
- 1914 : Qui a voulu la guerre ?, en collaboration avec Ernest Denis
- 1914 :  De la méthode dans les sciences, 1re série, Henri Bouasse, Pierre Delbet, Émile Durkheim, Alfred Giard, Éd. Félix Alcan, coll. «Nouvelle collection scientifique».
- 1915 : L'Allemagne au-dessus de tout, La mentalité allemande et la guerre [lire en ligne]
- 1915 : La Sociologie

### Éditions posthumes
- Cours de philosophie dispensé au Lycée de Sens 1883-1884
- L'Éducation morale, cours dispensé à la faculté des lettres de l'université de Paris, 1902-1903
- 1918 : Le « Contrat social » de Rousseau
- 1922 : Éducation et sociologie, Paris, Félix Alcan, 1922   (Wikisource), introduction de Paul Fauconnet, coll. «Bibliothèque de philosophie contemporaine».
- 1924 : Sociologie et philosophie, préface de C. Bouglé, Paris, Félix Alcan, coll. «Bibliothèque de philosophie contemporaine».
- 1928 : Le Socialisme, sa définition, ses débuts. La doctrine saint-simonnienne, édité par Marcel Mauss, Paris, Félix Alcan, coll. «Bibliothèque de philosophie contemporaine».
- 1938 : L'Évolution pédagogique en France
- 1955 : Pragmatisme et sociologie, Librairie philosophique J. Vrin, Paris
- 1975 : 
  - Éléments d'une théorie sociale. Textes I, édition préparée par Victor Karady, Collection Le sens commun, Éditions de Minuit, 512 pages,  (ISBN 9782707300744).
  - Religion, morale, anomie. Textes II, édition préparée par Victor Karady, Collection Le sens commun, Éditions de Minuit, 512 pages,  (ISBN 9782707300751).
  - Fonctions sociales et institutions. Textes III, édition préparée par Victor Karady, Collection Le sens commun, Éditions de Minuit, 576 pages,  (ISBN 9782707300768).
- 1977 : Éducation et sociologie, Collection Quadrige, Presses universitaires de France, Paris

## Récompenses et distinctions
- Chevalier de l'ordre national de la Légion d'honneur (13 janvier 1907[100]).

## Hommages
- (10330) Durkheim, astéroïde nommé en son nom.
- Un collège et un lycée portent son nom, respectivement à Peujard en Gironde[101], et à Chambéry en Savoie[102].
- À Épinal, l'hôpital porte le nom de centre hospitalier Émile-Durkheim. Il existe aussi une rue Durkheim[103]

### Notices
- Ressources relatives à la recherche :   - Les Classiques des sciences sociales
  - La France savante
  - Google Scholar
  - Internet Encyclopedia of Philosophy
  - Persée
  - Scopus
  - Thèses de doctorat ès lettres soutenues en France de 1808 à 1940
- Ressource relative à la santé :   - Bibliothèque interuniversitaire de santé
- Ressource relative à plusieurs domaines :   - Radio France
- Ressource relative à la vie publique :   - base Léonore
- Notices dans des dictionnaires ou encyclopédies généralistes :   - Biographie vosgienne
  - Britannica
  - Brockhaus
  - Den Store Danske Encyklopædi
  - Deutsche Biographie
  - Enciclopedia italiana
  - Enciclopedia De Agostini
  - Encyclopédie de l'Ukraine moderne
  - Gran Enciclopèdia Catalana
  - Hrvatska Enciklopedija
  - Internetowa encyklopedia PWN
  - Nationalencyklopedin
  - Proleksis enciklopedija
  - Store norske leksikon
  - Treccani
  - Universalis
  - Visuotinė lietuvių enciklopedija
- Notices d'autorité :   - VIAF
  - ISNI
  - BnF (données)
  - IdRef
  - LCCN
  - GND
  - Italie
  - Japon
  - CiNii
  - Espagne
  - Belgique
  - Pays-Bas
  - Pologne
  - Israël
  - NUKAT
  - Catalogne
  - Suède
  - Vatican